# Кілєвий Арсеній Сергійович
Арсен Сергійович Кілєвий (нар. 5 лютого 2004, Запоріжжя, Україна) — український футболіст, півзахисник футбольного клубу «Буковина».

## Ігрова кар'єра
Вихованець запорізького «Металурга» та київського «Динамо», за які грав у чемпіонаті України ДЮФЛ 57 матчів і забив 4 голи. Після цього протягом двох сезонів (2022—2024) виступав у складі «Кривбасу U-19», за який провів 55 поєдинків та забив 11 м'ячів у юнацькому чемпіонаті України.
У липні 2024 року підписав контракт з першоліговою «Буковиною», за яку дебютував у матчі Кубка України проти тернопільської «Ниви», де відразу ж відзначився забитим голом. З командою став півфіналістом Кубка України 2024/25.